# مطلع مستقيم

المطلع المستقيم والميل كما يرى من داخل الكرةالسماوية. الاتجاه الرئيسي للنظام هو الاعتدال الربيعي العقدة الصاعدة لفلك البروج (أحمر) على خط الاستواء السماوي (أزرق). ويقاس المطلع المستقيم شرقًا على طول خط الاستواء السماوي من الاتجاه الرئيس (من نقطة الاعتدال الربيعي).

الاحداثيات الاستوائية

في علم الفلك، المطلع المستقيم أو الصعود العمودي أو الصعود المستقيم (بالإنجليزية: Right ascension) (يُختصر إلى RA، ويُدوَّن بـ α)، كان يطلق عليه أسماء مَطَالِع الفَلَك المستقيم (بصيغة الجمع) ومطالع خط الاستواء ومطالع الكرة المنتصبة في عصر الحضارة الإسلامية، هو الزاوية المحصورة بين الدائرة الساعية لجرم سماوي والدائرة الساعية لنقطة الاعتدال الربيعي وكما هي الحال في الزاوية الساعية، فيمكن قياس المطلع المستقيم بقوس دائرة الاستواء السماوية بدءًا من نقطة الاعتدال الربيعي حتى نقطة تقاطع الدائرة الساعية لجرم سماوي مع دائرة الاستواء السماوية.
يقاس المطلع المستقيم من نقطة الاعتدال الربيعي بعكس اتجاه دوران عقارب الساعة، أي باتجاه الشرق، من 0ْ إلى 360ْ، أو باستخدام الميقاتية الزمنية من صفر إلى 24 ساعة. وكل ساعة مقسمة إلى 60 دقيقة وكل دقيقة إلى 60 ثانية وتبدأ الساعة الأولى في هذا النظام مع أول برج الحمل وتنتهي الساعة 24 مع نهاية برج الحوت.

## مثال على المطلع المستقيم
إن نجم العيوق مطلعه المستقيم هو 5 ساعات و 16 دقيقة و 26 ثانية ومعنى ذلك أن العيوق يشرق بعد شروق أول الاعتدال الربيعى بهذا الوقت.